# Natalia Sanmartín Fenollera
Natalia Sanmartín Fenollera (La Estrada, Pontevedra, 1970) es una periodista y escritora española.

## Vida
Aunque de pequeña quería ser bibliotecaria por su afición a la lectura, se licenció en Derecho en la Universidad de La Coruña y realizó un máster en Periodismo en la Escuela de Periodismo del diario El País. Posteriormente se especializó en periodismo económico tras realizar un Programa Integral de Desarrollo Directivo (PIDD) de la Escuela Superior de Ingenieros Comerciales (ESIC).
En 2013 publicó El despertar de la señorita Prim. La novela fue traducida a once lenguas y llegó a más de 75 países. El libro surgió de la necesidad de escribir una historia que hable del valor de las cosas sencillas que se han perdido en el camino hacía el progreso y la modernidad.
El despertar de la señorita Prim es un cuento sencillo que habla sobre
algo que ha estado en el corazón humano desde siempre: la búsqueda del paraíso
perdido, la indefinible sensación de nostalgia que todos llevan escrita en el
corazón. Una nostalgia que a menudo tiene el sabor de la infancia.
En 2020, salió su segunda novela Un cuento de Navidad para Le Barroux. Las monjas benedictinas de la abadía de Notre-Dame de l'Annonciation du Barroux (Francia), le pidieron a la autora que escribiera un cuento para leer en el refectorio, durante la Navidad.
Es Jefe de Opinión del diario económico Cinco Días.